# 宏图镇
宏图镇，是中华人民共和国黑龙江省大兴安岭地区新林区下辖的一个乡镇级行政单位。

## 行政区划
宏图镇下辖以下地区：
宏图社区。